# Patriarcado dos Caldeus
O Patriarcado dos Caldeus (em latim: Patriarchatus Chaldaeorum) ou Patriarcado Católico Caldeu de Bagdá, é a estrutura central da Igreja Católica Caldeia. O patriarcado está sediado na Catedral de Nossa Senhora das Dores, Bagdá, Iraque. O atual patriarca é o cardeal-arcebispo Luis Rafael I Sako. A Sé metropolitana do Patriarcado é a Arquieparquia de Bagdá.